# Прапор Маринина
Прапор Маринина — офіційний символ села Маринин, Рівненського району Рівненської області, затверджений 27 лютого 1998 р. рішенням сесії Марининської сільської ради. 
Автори — А. Гречило та Ю. Терлецький.

## Опис
Квадратне біле полотнище, з нижнього краю до верхнього відходять два однакові рівнобедрені клини з білим лапчастим хрестом, між якими — синя лілея.

## Значення символів
Знаки вказують на назву поселення та відображають місцеві природні особливості: ламані лінії формують літеру М, а лілея та кольори свідчать про багатство водних ресурсів, крім того лілея вважається символом Діви Марії та вказує на назву села.